# Bauernmuseum Selfkant

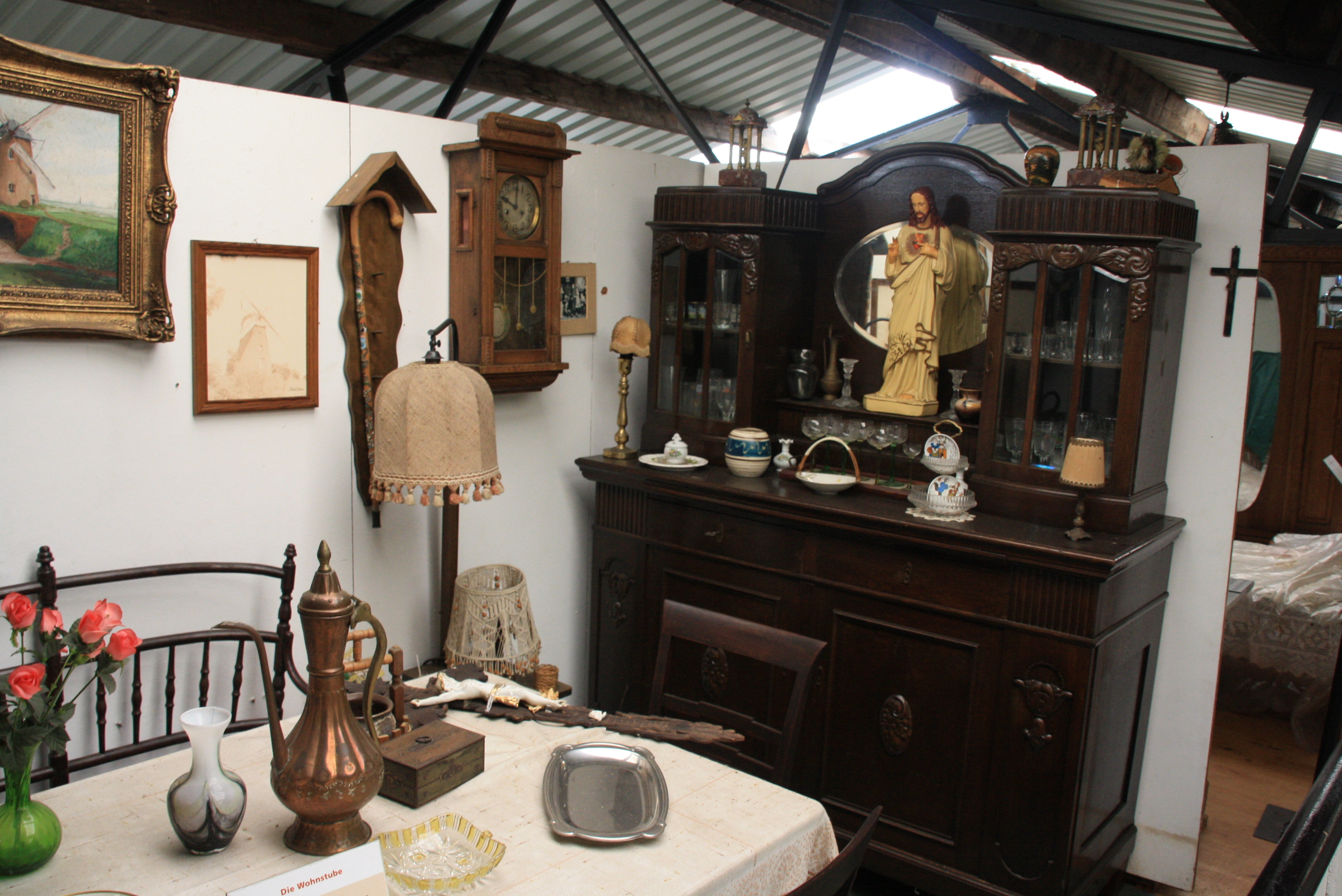
Ein früheres Wohnzimmer

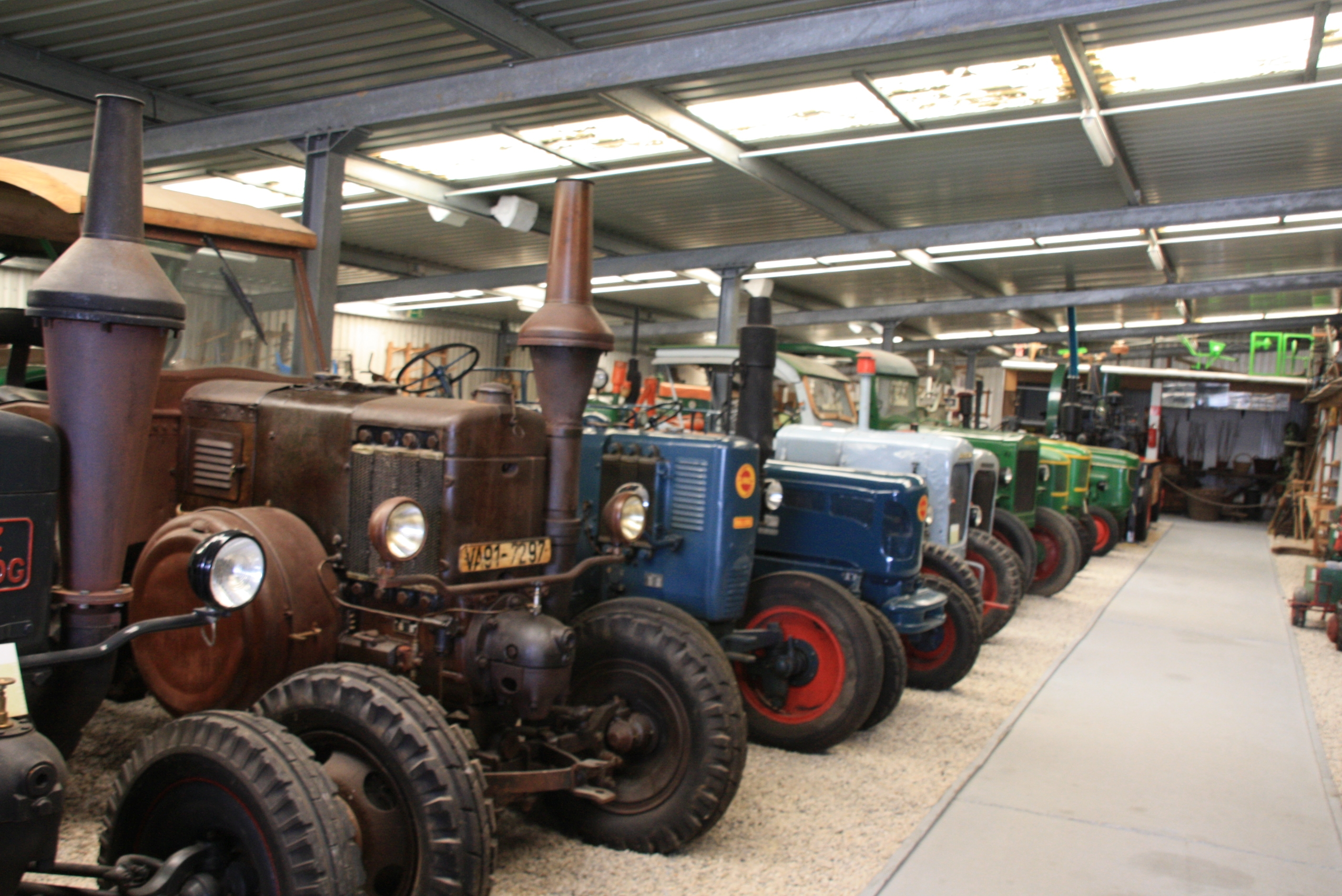
Teilansicht der Traktorsammlung

Das Bauernmuseum Selfkant befindet sich im Ortsteil Tüddern der Gemeinde Selfkant im nordrhein-westfälischen Kreis Heinsberg.
Das Museum besteht aus einem Backhaus und einer 2000 m² großen Halle. Seine Sammlung umfasst neben 20 historischen Traktoren bäuerliche Alltagsgegenstände. Zimmer und Werkstätten aus früher Zeit werden gezeigt wie Schlafzimmer, Küche, Wohnzimmer, eine Schmiede, eine Stellmacherei, eine Holzschuhmacherwerkstatt. Präsentiert werden zudem landwirtschaftliche Geräte wie Pflüge, Dreschmaschinen, Sämaschinen, Mühlen, Eggen und Kultivatoren.
Alle zwei Jahre zu Pfingsten finden ein Oldtimertreffen mit über 500 Traktoren und ein historischer Markt statt. Dabei werden im alten Backhaus Brot und Kuchen (Selfkantfla) gebacken sowie Körbe geflochten.